# Idiogomphoides
Idiogomphoides is een geslacht van libellen (Odonata) uit de familie van de rombouten (Gomphidae).

## Soorten
Idiogomphoides omvat 3 soorten:
- Idiogomphoides demoulini (St. Quentin, 1967)
- Idiogomphoides emmeli Belle, 1995
- Idiogomphoides ictinia (Selys, 1878)